# Feodor (Hajun)
Feodor (světským jménem: Olexij Olexijovyč Hajun; * 17. února 1958, Nemovyči) je ukrajinský duchovní Ukrajinské pravoslavné církve a metropolita podolskokamenecký a horodocký.

## Život
Narodil se 17. února 1958 ve vesnici Nemovyči Rovenské oblasti.
Po střední škole studoval na Rovenském institutu vodního hospodářství.
Od roku 1978 studoval na Moskevském duchovním semináři a poté na Moskevské duchovní akademii.
Roku 1987 vstoupil do Počajivské lávry.
Dne 24. prosince 1987 byl postřižen na monacha se jménem Feodor na počest svatého Teodora Ostrožského.
Dne 10. ledna 1988 byl rukopoložen na hierodiakona a 7. října 1990 na jeromonacha. Pobýval v le skitu Ducha Svatého, kde byl také blagočinným.
V květnu 1991 začal přednášet na Počajivském duchovním učilišti.
Dne 5. července 1992 byl povýšen na igumena a jmenován představeným lávry. Dne 1. srpna byl povýšen na archimandritu.
Dne 5. srpna 1992 byl rukopoložen na biskupa počajivského a vikáře ternopilské eparchie.
Dne 8. prosince 1992 byl jmenován rektorem Počajivského duchovního semináře.
Dne 27. července 1996 byl osvobozen od funkce představeného lávry.
Dne 15. dubna 1997 byl jmenován biskupem podolskokameneckým a horodockým.
Dne 28. července 2006 byl povýšen na arcibiskupa a 28. srpna 2014 na metropolitu.
Dne 16. září 2014 byl jmenován předsedou církevního soudu Ukrajinské pravoslavné církve a stálým členem Svatého synodu Ukrajinské pravoslavné církve.